# Thomas Joseph Ryan (Autor)
Thomas Joseph Ryan (* 1942) ist ein kanadischer Buchautor.
Ryan wanderte in die USA aus und schrieb dort sein bekanntestes Werk, den Science-Fiction-Roman The Adolescence of P-1 (1977). In dem erklärte er, wie sich ein Programm virenartig über das nationale Computernetz ausbreitet und sich schließlich zu einer künstlichen Intelligenz entwickelt. Ryan nahm damit die später entwickelten Computerviren vorweg.
Das Buch wurde 1984 unter dem Titel Hide and Seek für das Fernsehen verfilmt.

## Publikation
- The Adolescence of P-1. 1977, ISBN 0-02-606500-2.

| Personendaten    | Personendaten         |
| ---------------- | --------------------- |
| NAME             | Ryan, Thomas Joseph   |
| KURZBESCHREIBUNG | kanadischer Buchautor |
| GEBURTSDATUM     | 1942                  |